# Anathon Aall
Anathon August Fredrik Aall (Nesseby, 15 de agosto de 1867 – Lunner, 9 de enero de 1943) fue un académico, filósofo y psicólogo noruego. Originalmente educado como teólogo, se convirtió en profesor de filosofía en la Universidad de Oslo.

## Genealogía familiar
Nazca en Nesseby, en la Provincia de Finnmark, Noruega. Fue hijo del vicario Niels Anton Aall (1833–1896) y su esposa Mathilde Susanne Dahl (1842–1910). Su abuelo, Hans Cato Aall (1807-1862), fue diputado y alcalde de Hammerfest. También era el tataranieto de Nicolai Benjamin Aall, y tatarasobrino de Niels, Jørgen y Jacob Aall.
Fue el hermano del jurista y político fascista Herman Harris Aall (1871-1957). Su hermana Marna Aall (1873–1948) estuvo casada con el filósofo fascista Kristian Birch-Reichenwald Aars entre 1895 y 1910. Anathon Aall biografió a Aars en el primer volumen de su primera edición del diccionario biográfico Norsk biografisk leksikon.

## Carrera
La familia de Aall se mudó numerosas veces durante su niñez, debido a que su padre era párroco. Aall finalizó su educación secundaria en Stavanger en 1886, y en 1892, se graduó de la Universidad Real Frederick (actual Universidad de Oslo) con el título de cand.theol.. Entre 1893 y 1897, realizó estudios religiosos en cuatro países europeos. En 1897, solicitó un cargo como profesor de historia de la iglesia en la Universidad Real Frederick, pero fue rechazado ya que el comité descubrió de que se estaba "desviando de la fe de nuestra Iglesia", y por lo tanto era ''incapaz'' de dar clases a los candidatos a sacerdotes.
Tras esto, decidió estudiar filosofía en el Reino Unido y psicología experimental en Alemania. En 1898 fue elegido como miembro de la Academia Noruega de Ciencia y Letras. Publicó varias obras, incluyendo su tesis de 1903, titulado Über die Wirkung der Wiederholung eines Elementes bei gleichzeitiger Vorführung mehrerer Schriftzeichen. Fue profesor en la Universidad de Halle-Wittenberg entre 1904 y 1908. En 1908, logró dar clases en su alma mater. Además de investigar filosofía, publicó obras sobre la historia de las ideas, y también colaboró en la creación del Departamento de Filosofía, el cual dirigió hasta su retiro en 1937. Fue el decano de la Facultad de Humanidades entre 1918 y 1921, y profesor visitante de la Universidad de Columbia entre 1924 y 1925. Aall también estuvo implicado en el Movimiento por la Templanza, así como en la promoción de la paz internacional.

## Vida privada
Desde 1899, Aall estuvo casado con Cathrine Antonie Langaard (1863–1926), quién era la hija del empresario  Conrad Langaard. En octubre de 1928, se casó por segunda vez, con una ciudadana austríaca llamada Lily Weiser (1898–1987), quién era etnóloga. Anathon Aall falleció en enero de 1943 en Lunner. Anathon Aall era el abuelo de la psicóloga noruega Lisbeth F.K. Holter Brudal. Sus notas y correspondencia privada están en manos de la Biblioteca Nacional de Noruega.

## Selección de obras
- Geschichte der Logosidee in der christlichen Literatur (1899)
- Philosophische Abhandlunge (1906)
- Logik (1909)
- Die norwegisch-schwedische Union, ihr Bestehen und ihre Lösung (1912)